# Hastings
|  | Per a altres significats, vegeu «Hastings (desambiguació)». |

Hastings és una ciutat del sud d'Anglaterra, al comtat d'East Sussex. Segons el cens de l'any 2000, tenia al voltant de 84.000 habitants. Històricament és conegut per què el 1066 hi succeí la batalla de Hastings, en la que Guillem I d'Anglaterra triomfà contra els saxons en la seva invasió de les illes britàniques des de Normandia. El seu castell (castell de Hastings) va ser construir per William, Duc de Normandia, l'any 1066 per protegir les seves rutes de subministrament.
Actualment Hastings és una ciutat costanera de caràcter turístic molt a l'estil d'altres llocs propers com Brighton.

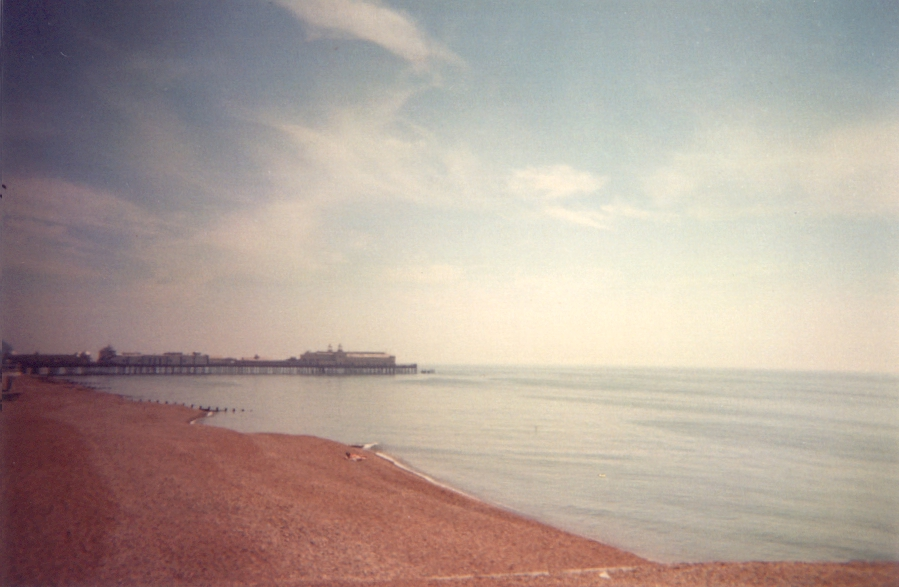
Platja i moll de Hastings, un dels llocs més coneguts de la localitat

El fet que és un lloc proper a les costes franceses va fer d'aquest poble un enclavament important per al contraban durant el segle xviii. A començaments del segle XX va tenir certa importància com a ciutat pesquera, tot i que a la segona meitat de segle l'activitat principal va anar progressivament passant a ser el turisme.
En l'àmbit dels escacs Hastings és especialment coneguda pel fet de ser la seu d'un dels més antics i importants torneigs d'elit, el Hastings International Chess Congress que se celebra a final d'any ininterrompudament des de 1920/21 fins a l'actualitat, i que ha comptat tradicionalment amb la participació dels millors jugadors del món. Amb anterioritat, s'hi havia celebrat també el 1895 un torneig d'elit, (Torneig d'escacs de Hastings 1895), considerat el més fort torneig d'escacs de la història fins aquell moment.